# Teatru absurd
Teatrul absurd cuprinde o serie de lucrări scrise de anumiți dramaturgi americani și europeni în timpul anilor 1940, 1950 și 1960 și, în general, ceea ce a rezultat din munca acestora. Acesta este caracterizat de cadre și scene care par dialoguri repetitive, fără sens și lipsită de secvență dramatică, care creează adesea o atmosfera suprarealistă și/sau onirică.
Teatrul absurd are trăsături existențiale puternice care chestionează societatea și omul. Prin umor și mistificare se ascunde o atitudine foarte exigentă față de acestă artă. Incoerența, nonsensul sunt, de asemenea, caracteristici reprezentative ale acestor lucrări comune.
Dramaturgi asociați, de obicei, cu teatrul absurdului includ Samuel Beckett, Eugène Ionesco, Jean Genet, Harold Pinter, Tom Stoppard, Friedrich Dürrenmatt, Miguel Mihura, Alejandro Jodorowsky, Fernando Arrabal, Václav Havel și Edward Albee.

## Prezentare
Mulți văd teatrul absurd ca lucrări fără explicație logică și fără sens. Acesta subliniază incongruența dintre gândire și fapte, precum și neconcordanțe între ideologii și acțiuni. Personajele au un mare obstacol pentru a se exprima și de a comunica unul cu celălalt în mod constant. În piese de teatru, decorațiunile și scenografiile (obiecte și accesorii folosite) joacă un rol important ca un contrast cu conținutul, deoarece acestea au realitate imaginară a mesajelor care sunt destinate pentru a transpune ulterior. Acesta prezintă totul într-un cadru de o lume simplistă cu obiecte grele ce ajung să domine personajele. Ajung să arate teme foarte importante, de exemplu, cât de a fost de susceptibil civilizație, după o mare bătălie cum a fost cea a războiaielor mondiale.
Sunt percepute prin personajele sale o dezorganizare ce existau chiar și în modul în care comunică personajele între ele, de multe ori nu era nimeni de acord între părți, în cazul unui abuz de putere, în care cei bogați și puternici călcau în picioare pe cel mai slab și era puțin probabil să supraviețuiască în acel haos și confuzie. Parte interesantă al teatrului absurd este că nu dă răspunsurile pe care le așteaptăm, sau credem că vom aștepta, dar ne lasă interpretarea și analiza de fiecare dintre operele sale. Cuvântul provine de la absurd folosind același cuvânt pentru gânditori existențialiști ca Albert Camus și Jean-Paul Sartre.

## Origini
În prima ediție a "Teatrului Absurd, Martin Esslin citează eseul filozofului francez Albert Camus, intitulat "Mitul lui Sisif, în care este utilizat cuvântul "absurditate" pentru a descrie condiția umană: "Într-un univers carebeste brusc lipsit de iluzii și lumină, omul ajunge să se simtă străin. (...) Această separare dintre om și viața sa, dintre actor și împrejurimile sale, ajunge să constituie sentimentul de absurditate".
Esslin consideră că cei patru scriitori de piese de teatru reprezentativi ai mișcării teatrului absur sunt: Samuel Beckett, Arthur Adamov, Eugen Ionescu și Jean Genet, adăugând într-o ediție ulterioară un al cincilea dramaturg: Harold Pinter. Alți scriitori asociați acestei mișcari de către Esslin, cât și de alți critici, sunt: Tom Stoppard, Friedrich Dürrenmatt, Fernando Arrabal, Edward Albee, Boris Vian, și Jean Tardieu.